# 隆本復興宮

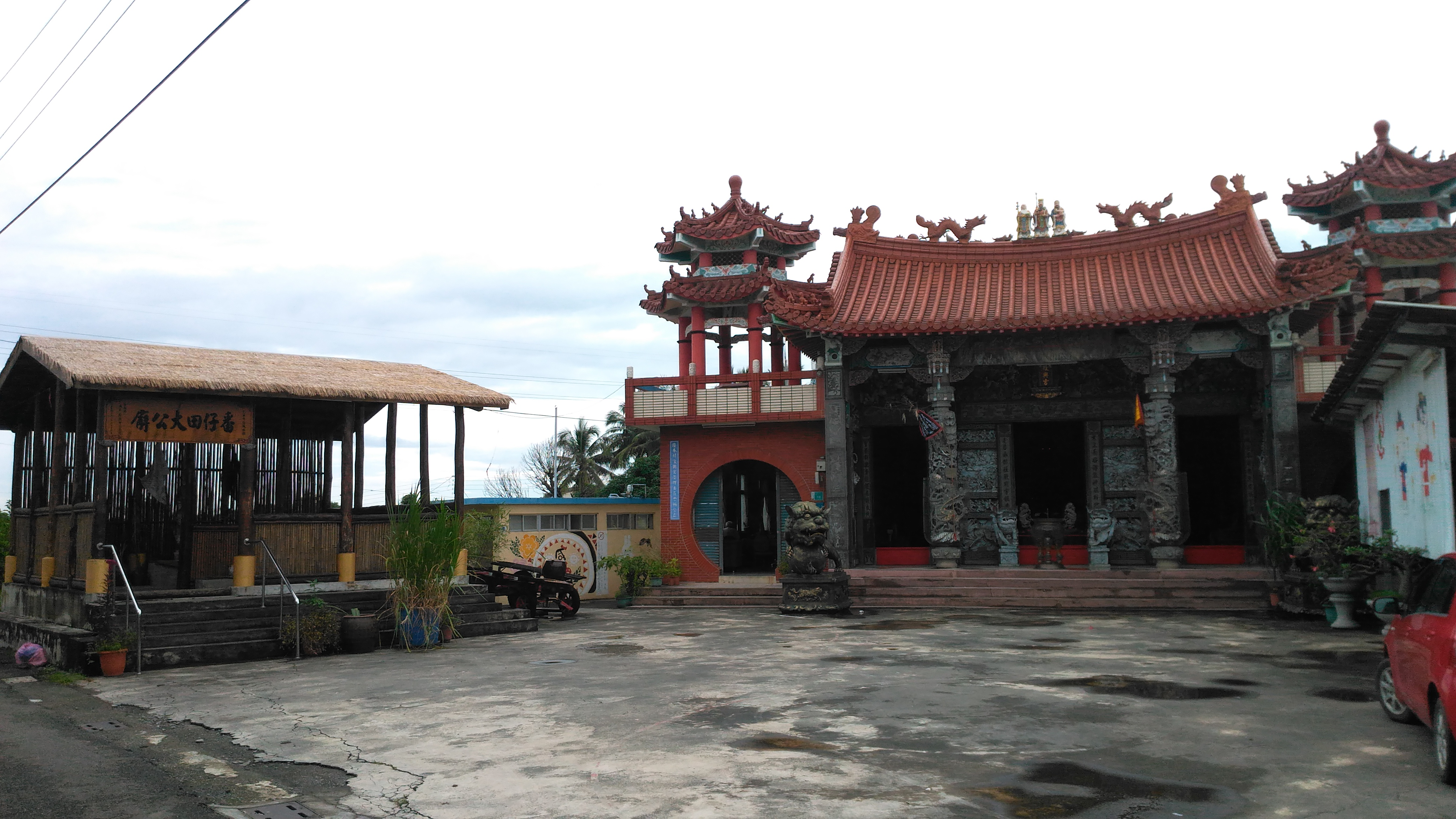
隆本復興宮與重建後的番仔田大公廨

隆本復興宮，為番仔田公廨演化而來。位於臺南市官田區隆本里的寺廟。原為臺灣原住民平埔族西拉雅族麻豆社的公廨。廟方主祀漢化後的「太上老君」，以及關聖帝君、註生娘娘。現今的廟貌於民國七十五年（1986年）建廟完工。
今廟前有重新建造的傳統平埔原住民公廨「番仔田公廨」。

## 歷史

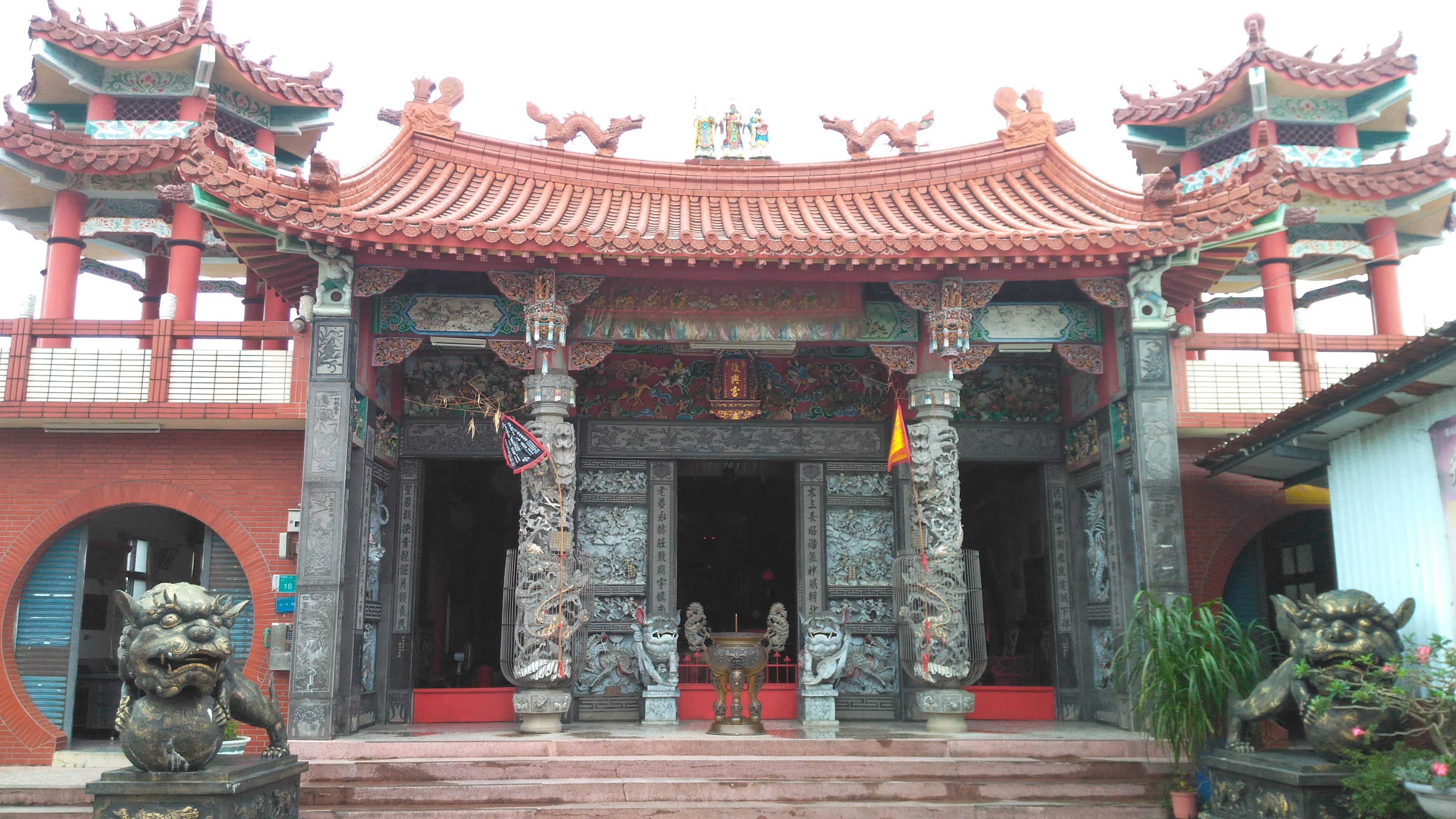
隆本復興宮外觀，為漢族廟宇風格

番仔田公廨原為西拉雅族麻豆社後裔遷到官田番子田後的信仰中心。據復興宮秘書楊福琳表示，番仔田公廨是由麻豆關帝廟分香而來，每年農曆正月十五日上元節的「禁向」祭典，社民會奉壺體、檳榔、酒、油飯、芋、米糕等供品，前往麻豆「番仔巷」關帝廟謁祖。日人領臺後，在皇民化運動中，謁祖活動遭嚴格禁止，而宣告廢止。現在隆本宮每年回關帝廟謁祖日為六月廿四日，即關聖帝君誕辰。:126-127
據劉斌雄教授在民國五十一年（1962年）的調查，當時公廨為「土角厝，茅草屋頂，頂向前後兩面斜下，平面長方形，三點七公尺寬，六點五公尺長。屋內用竹柱隔成三室。」「中室祭壇分為兩段，前段設製香爐，後段置有酒矸型白瓷瓶三件，均盛瓶口插甘蔗葉，將軍柱用五根竹柱並排而成，柱上掛有豬頭殼四及草繩、檳榔葉，並掛鐮刀一口，長四八公分，刀身用紅布包裹著。」:129-131
另據《官田鄉志》中記載，復興宮的前身為番仔田部落的中公廨，其最初位置在今台一線省道旁的蔗園，原為土磚壁，茅莖屋頂之建物，內分三室，正中一室分神壇、正殿兩部分，神壇內有神案、壺、水缸、將軍柱。正殿和神壇之間以竹屏相隔。左右兩室佈置，大體和中室相同，惟面積較小，亦無將軍柱、豬頭殼等物。
民國六十五年（1976年）左右，番仔田公廨的土地被徵收建加油站（現台一線旁台灣中油隆田加油站），公廨移到加油站後方，當時的公廨改建為磚瓦結構，仍分三室。:131
而隨著移入人口成長快速，公廨所在的番仔田演變為一以漢人為眾的村落，並且在民國七十年間，興起改建公廨之議。於是在民國七十年（1981年）聚資購買廟沿土地，七十二年（1983年）成立籌建委員會，於七十五年（1986年）完成建廟，至此番仔田公廨改建成為漢式的廟宇。據復興宮秘書楊福琳的解釋，當時建廟時原擬保留從古方式，然而建築圖與寺廟登記經報縣政府，遭臺灣省民政廳七十三年七月三日民五字第一六四四一號函復：「建築形式與佛道教迥異，又非佛道教神明」駁回，最終改成道教名稱和建築方式的遺憾結果。:128-129

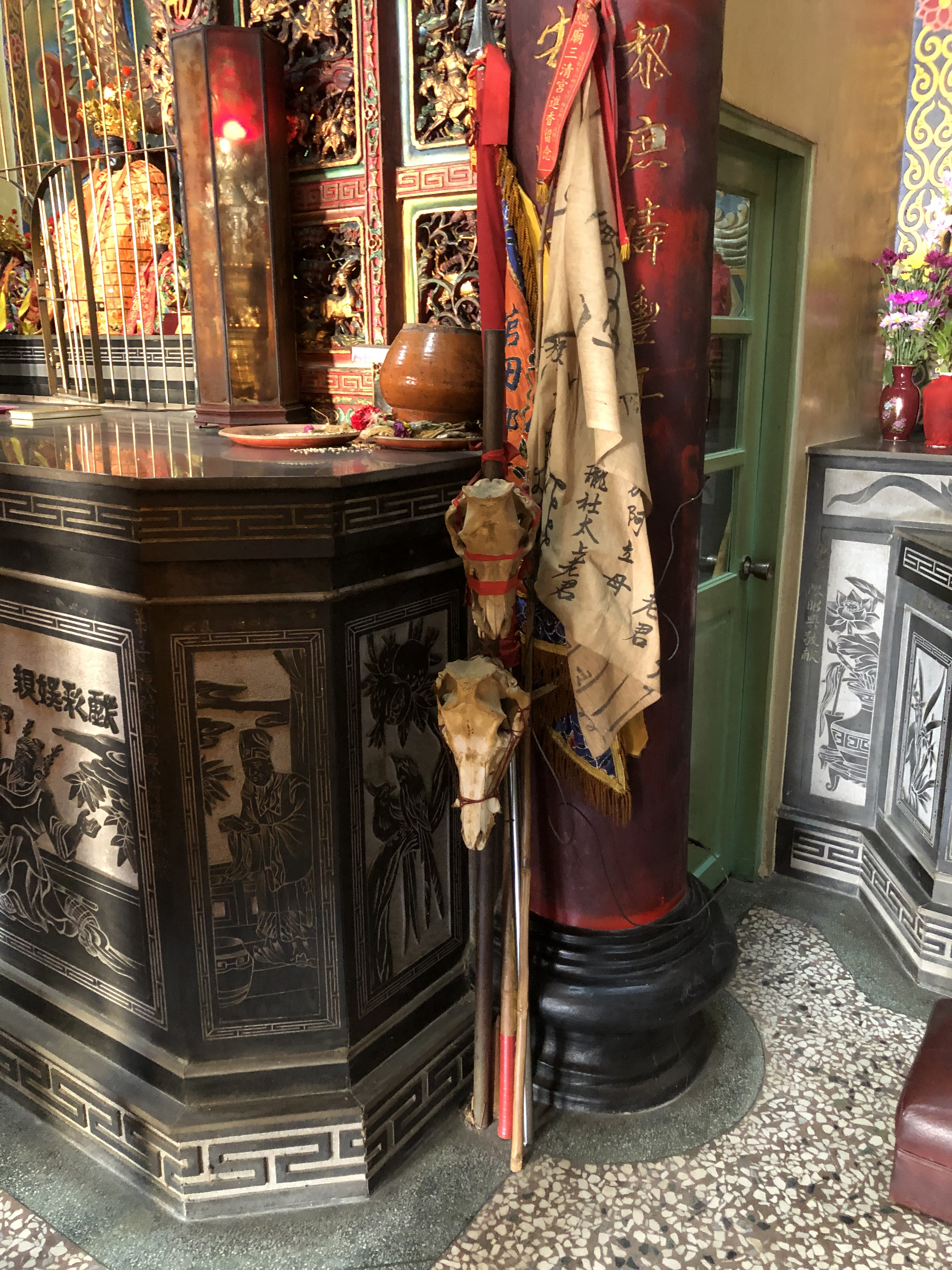
隆本復興宮內所設豬頭殼，不同於一般漢族廟宇風格

復興宮主祀西拉雅族的「太上老君」、關帝聖君、清水祖師，阿立祖的三個祀壺則置於清水祖師神像旁成為陪祀。:54此外仍維持平埔祭儀的方式，由平埔族尪姨負責祭典事宜。

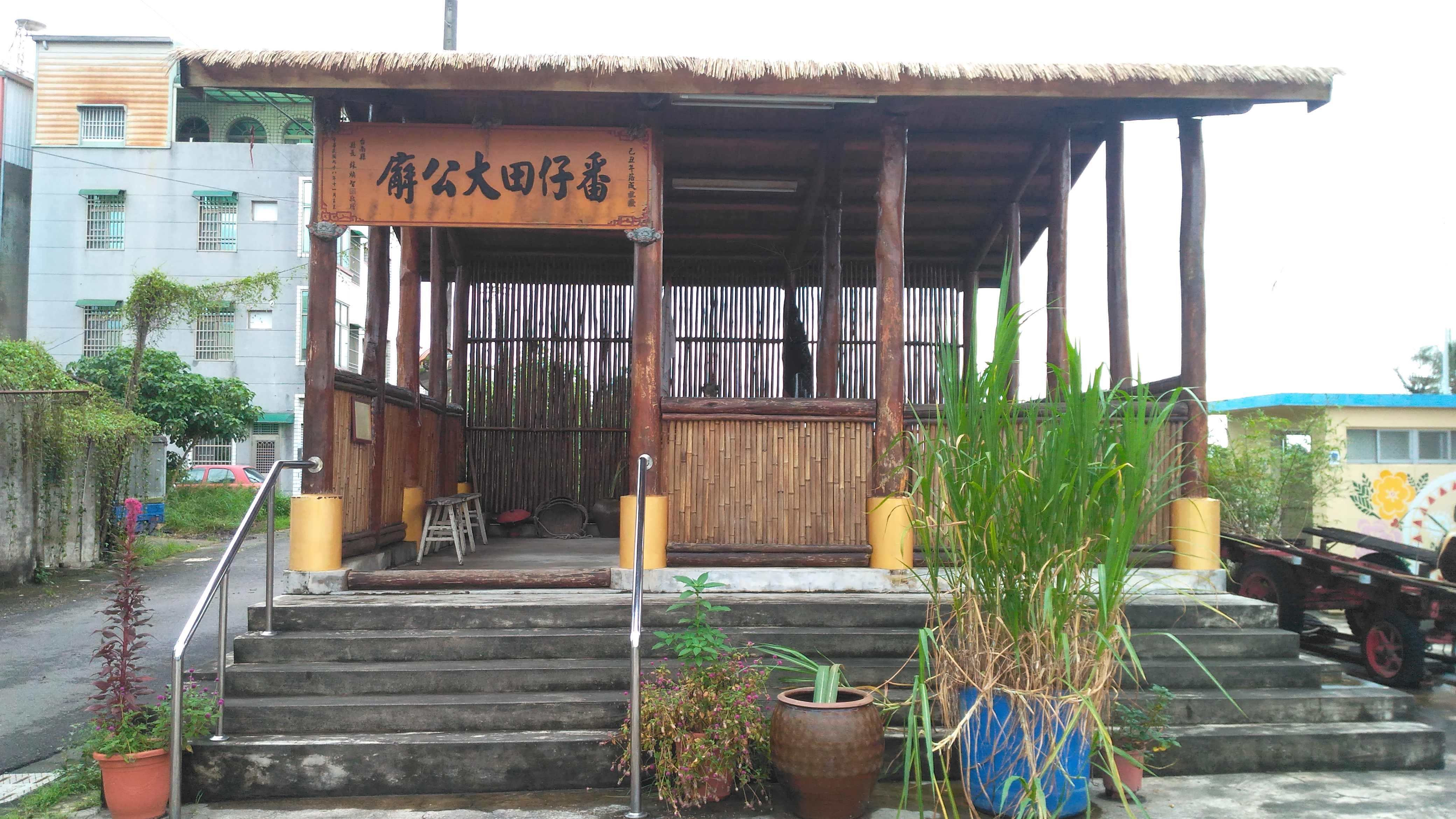
隆本復興宮旁重建的番仔田大公廨

隨著本土意識高漲，從民國八十八年（1999年）起，復興宮擴大夜祭，為恢復原始樣貌，於廟口搭建臨時搭蓋竹柱、茅草屋頂的「公廨寮」。:142並於廟埕廣場前搭造傳統平埔原住民公廨，以作為舉行夜祭之場所。
在西拉雅族文化復振浪潮下，族人思考重建傳統的公廨，把阿立祖請出復興宮迎接住入自己的公廨。據2002年出版的《南瀛公廨誌》採訪，復興宮的阿立祖已再三指示廟方，另建公廨，恢復純平埔族祭典，委員會也積極準備還原番仔田公廨。:143
然而因為經費及土地關係，只能在祭典前在復興宮附近搭設茅頂竹壁的臨時公廨。直到民國九十八年（2009年），才在蘇煥智時期的臺南縣政府協助下，在廟埕廣場旁重建永久性的番仔田大公廨。當年10月23日舉行落成典禮。:54-55

## 宗教活動

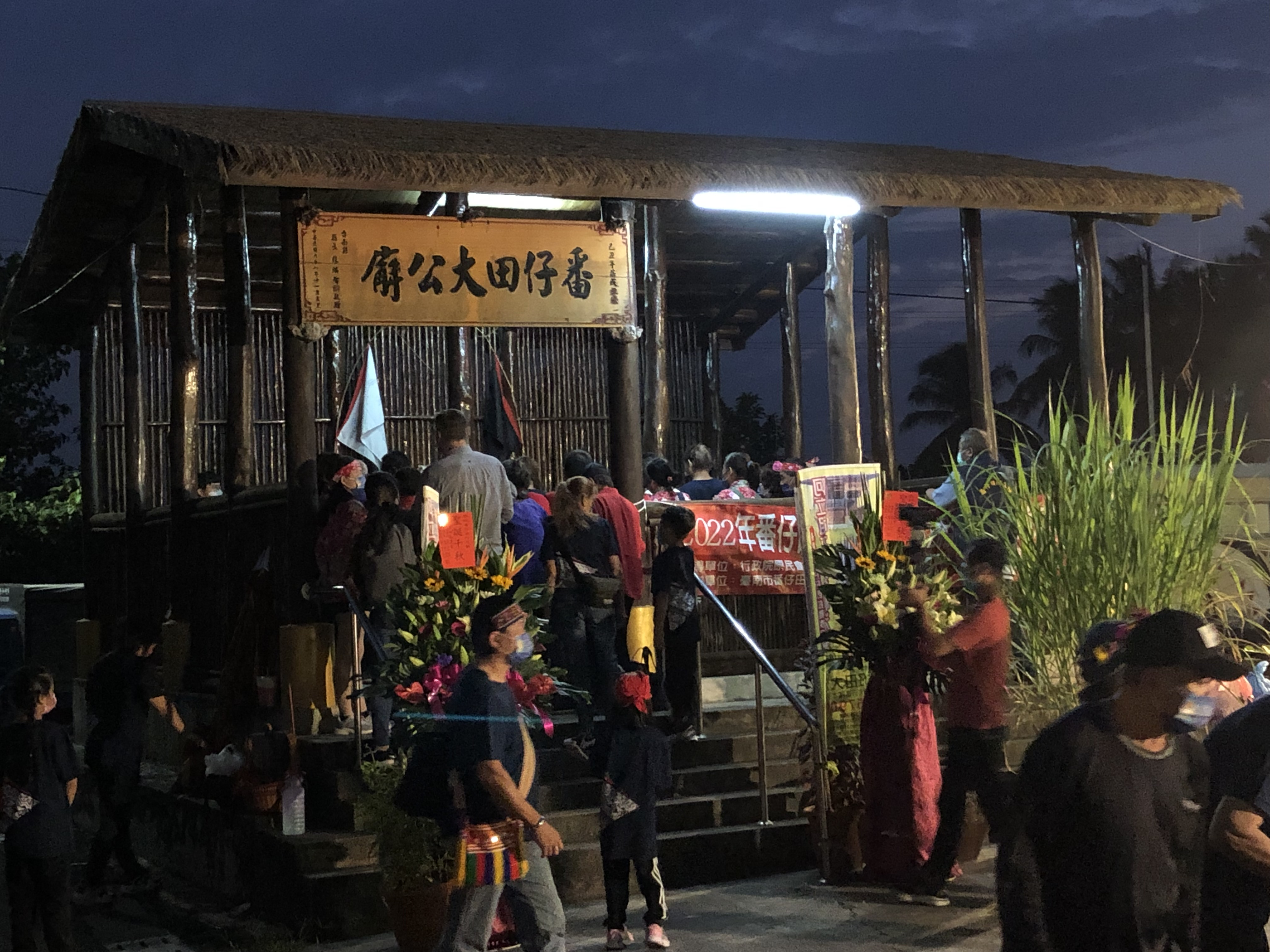
2022年番仔田公廨夜祭現場

復興宮的夜祭為農曆十月十四日晚上夜祭，十月十五日上午開始拜阿立祖，晚上舉行「禁向」。

## 外部連結
- 復興宮 （页面存档备份，存于），地理資訊科學研究專題中心文化資源地理資訊系統。
- 隆田隆本復興宮 （页面存档备份，存于），台南旅遊網。